# La Création des animaux (Le Tintoret)
Pour les articles homonymes, voir Création.
La Création des animaux (titre original : La creazione degli animali) est un tableau du peintre italien de la Renaissance Le Tintoret. Il s'agit d'une peinture à l'huile sur toile mesurant 151 × 256 cm.

## Histoire
L'œuvre a été réalisée entre 1550 et 1553 et est conservée aux Gallerie dell'Accademia de Venise. Acquise en 1928 au dépôt du Palais des Doges, elle a été restaurée la dernière fois en 1967.

Détails
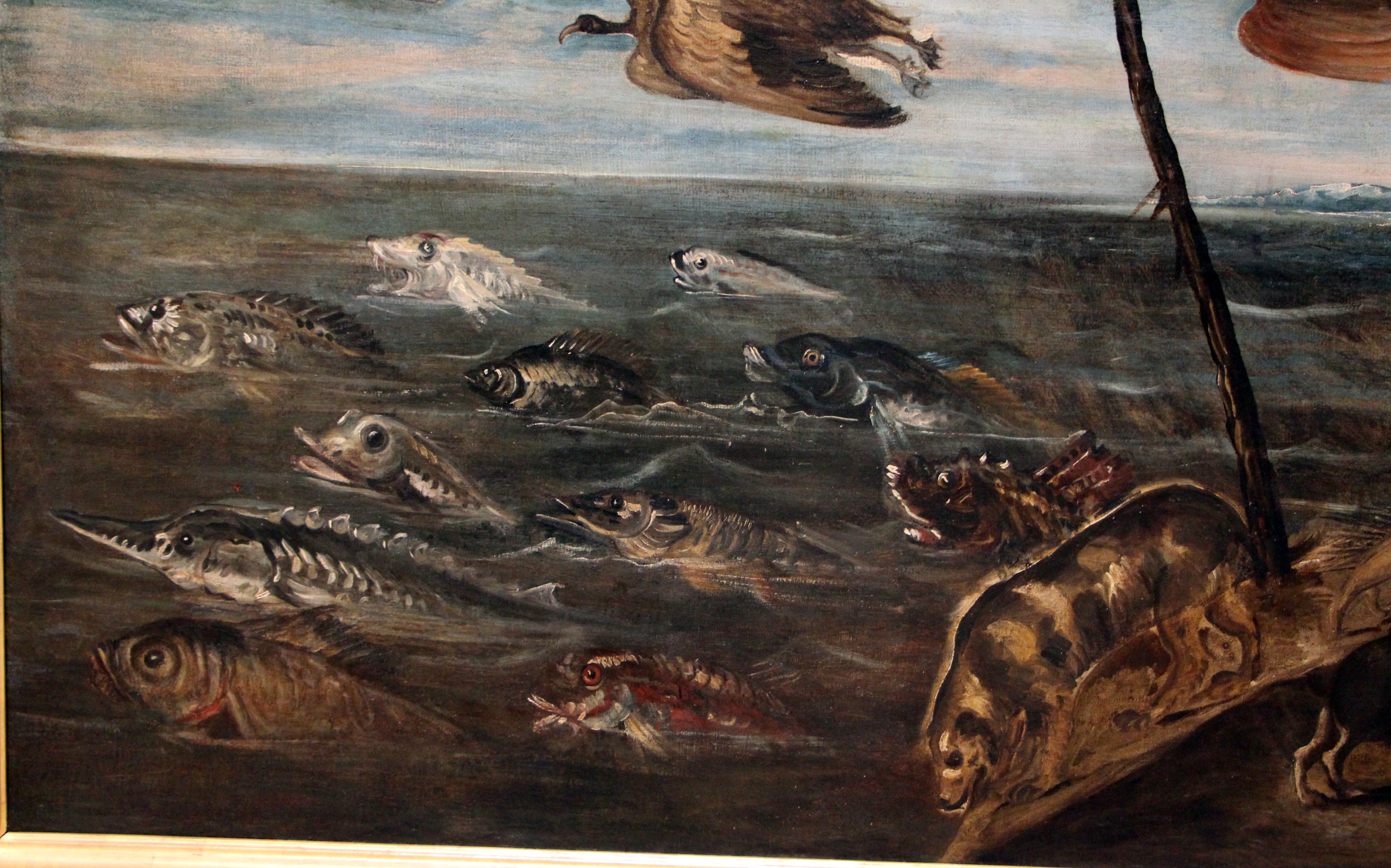
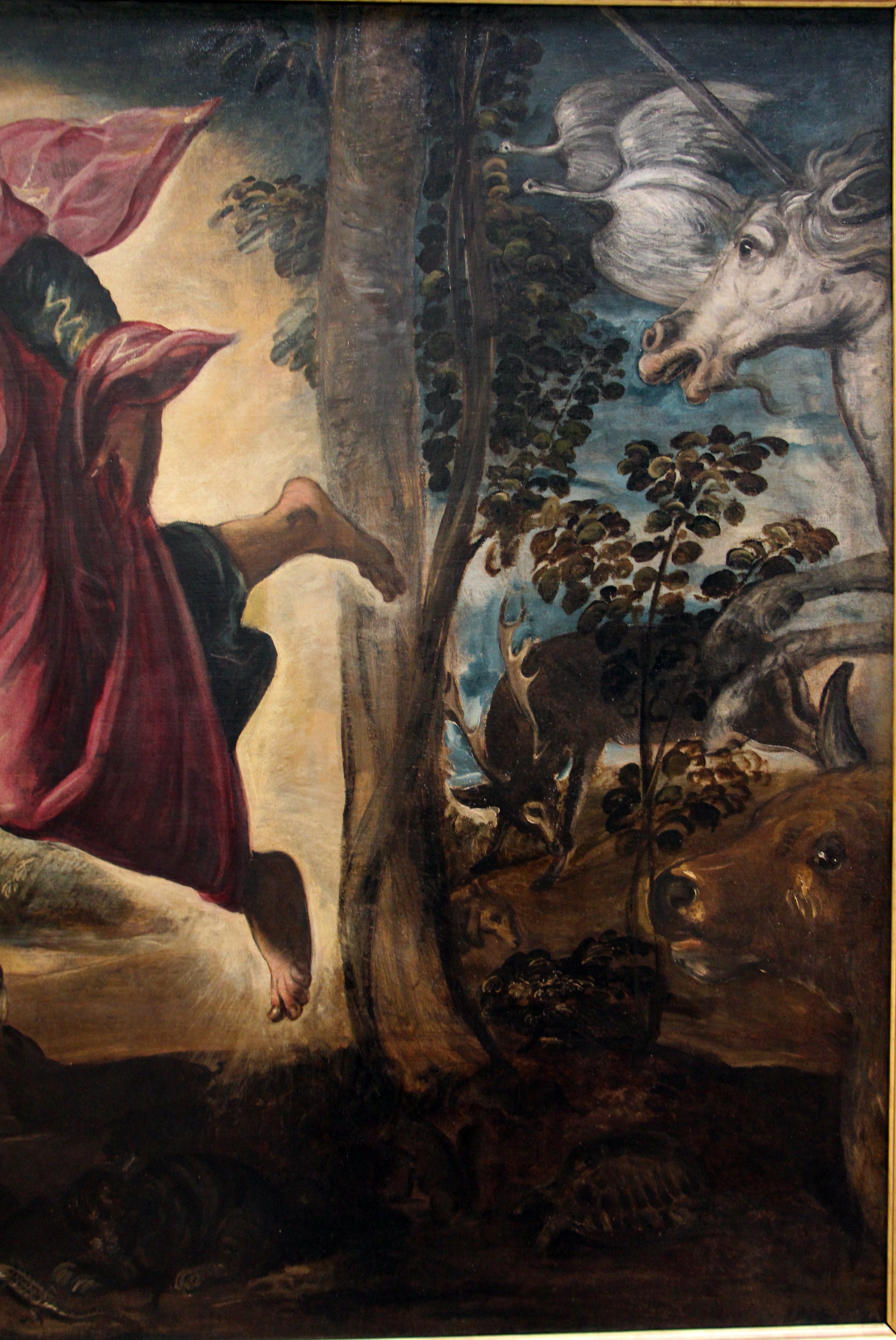
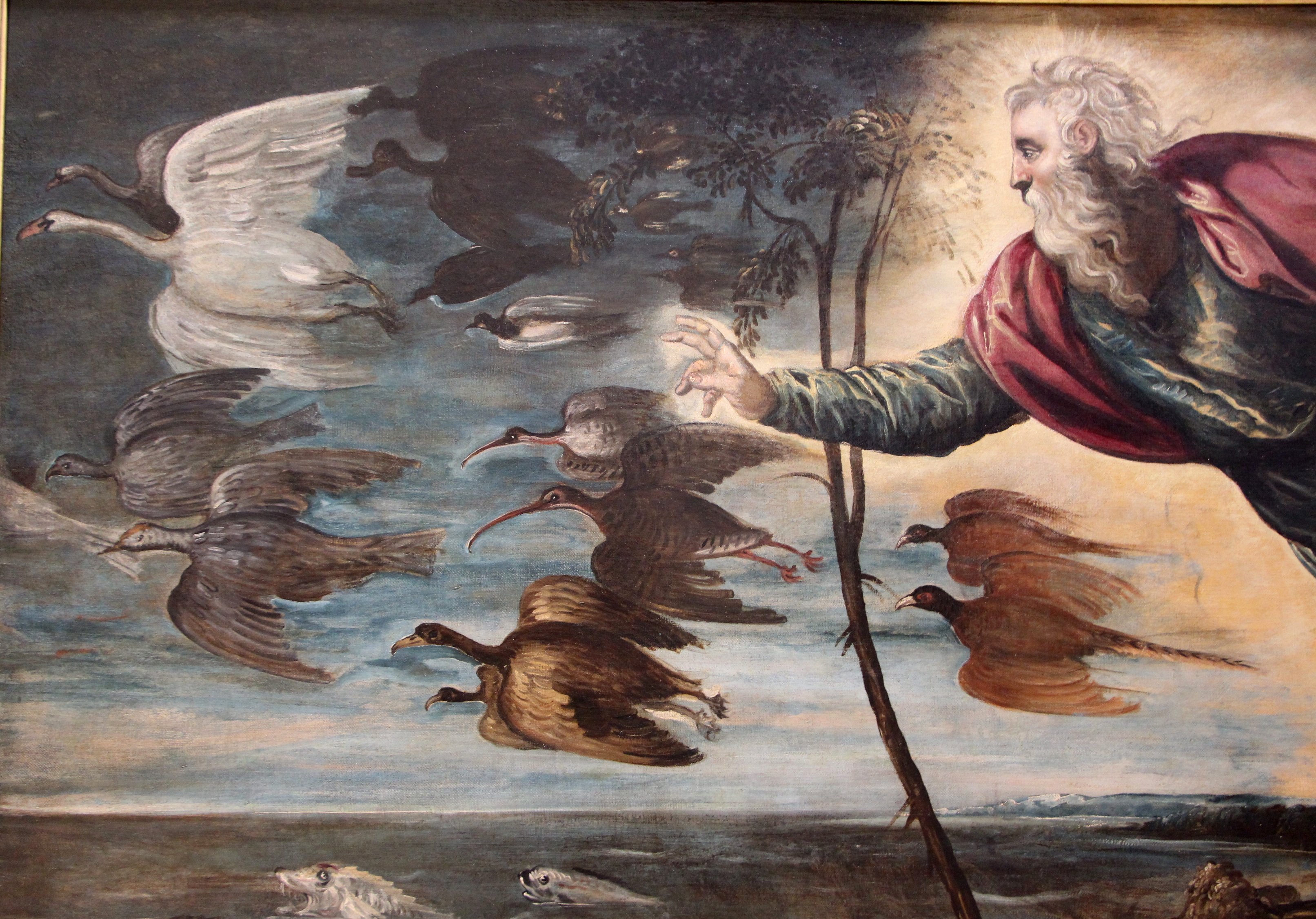